# 布兹卡兹

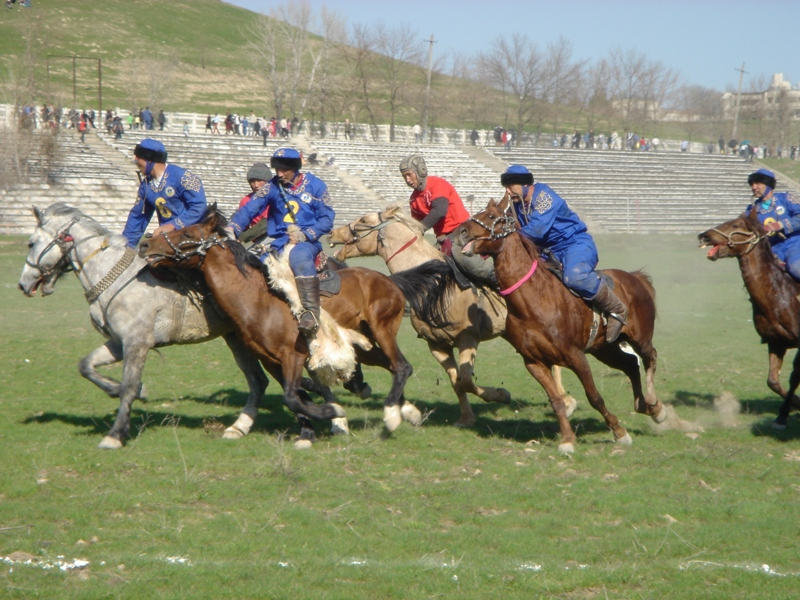
布兹卡兹运动

布兹卡兹，即叼羊，是阿富汗普什圖人民族運動，但也存在於烏茲別克族，哈扎拉族，維吾爾族、塔吉克人，吉爾吉斯人，哈薩克人，土庫曼人之間。
布兹卡兹經常被比作馬球，把選手分為两隊(每隊十人)，一小時内在馬背上爭奪一頭小牛或小羊的屍體，獲勝一方有獎。小羊也被烹吃以獲幸運。